# Fritz G. A. Kraemer

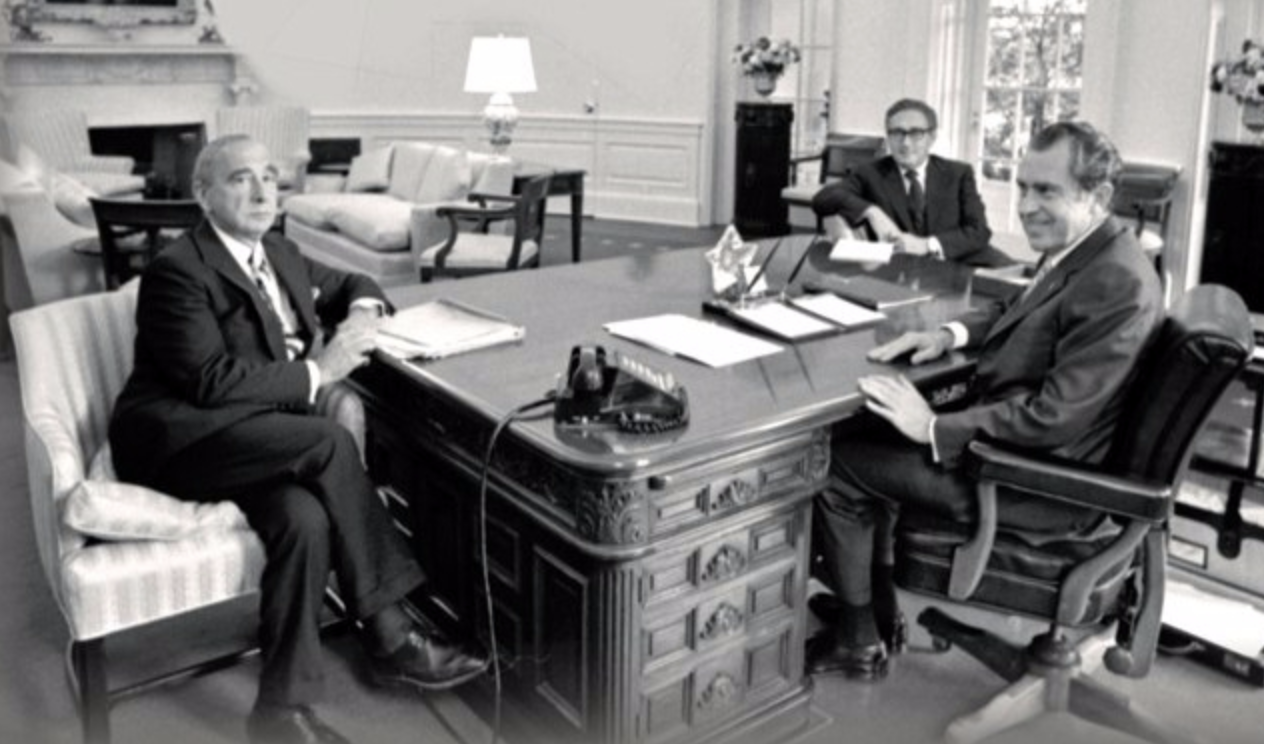
Pentagon-Berater Fritz G.A. Kraemer (links), nationaler Sicherheitsberater Henry Kissinger und US-Präsident Richard Nixon im Oval Office (1970)

Fritz Gustav Anton Kraemer (* 3. Juli 1908 in Essen; † 8. September 2003 in Washington, D.C.) war Senior Civilian Advisor beim Chief of Staff of the Army im Verteidigungsministerium der Vereinigten Staaten. Er war eine Schlüsselfigur der US-Außen- und Sicherheitspolitik in nahezu der gesamten Zeit des Kalten Krieges und eine prägende Persönlichkeit der neokonservativen Bewegung in den USA, der er selbst aber nicht angehörte.

## Herkunft, Jugend, Studium und erste Berufsjahre

### Kraemers Familie
Kraemers Vater Georg Krämer (1872–1942) war Jurist, als Staatsanwalt arbeitete er nacheinander in Frankfurt an der Oder, Memel, Essen und Koblenz. Kraemers Mutter Anna Johanna Goldschmidt war aus großbürgerlichem Haus; ihr Vater Anton Goldschmidt war Chemie-Industrieller in Düsseldorf. Fritz Kraemer beschrieb seine Mutter später als „Powerfrau“, die in England zur Schule gegangen war und Reisen nach Syrien und Ägypten unternommen hatte. Kraemers Eltern heirateten 1907, beide waren jüdischer Abstammung und bereits im Studentenalter zum evangelischen Glauben konvertiert. Fritz Kraemer schwieg zeitlebens selbst gegenüber engsten Freunden über die jüdische Herkunft seiner Eltern. Die Ehe der Eltern zerbrach 1914, als Fritz Kraemer sechs Jahre alt war. Die beiden Kinder Fritz und Wilhelm (* 1911) blieben bei der Mutter. Kraemer besuchte später das humanistische Arndt-Gymnasium in Berlin-Dahlem, als 16-Jähriger ging er einige Zeit in England zur Schule. Sein Vater Georg Krämer, Veteran des Ersten Weltkriegs und Erster Staatsanwalt in Koblenz, wurde von den Nationalsozialisten 1935 dienstenthoben und im Juli 1942 in das KZ Theresienstadt deportiert, wo er am 1. November desselben Jahres an den Haftbedingungen starb.

### Studium und erste Berufsjahre in Europa
Kraemer studierte an der London School of Economics und an den Universitäten Genf und Frankfurt am Main. In Frankfurt wurde er 1931 in Rechtswissenschaft promoviert. In diesem Alter beherrschte Kraemer bereits sechs Sprachen (Deutsch, Latein, Altgriechisch, Englisch, Französisch und Italienisch).
Ab 1933 wurde er Rechtsberater des Völkerbundes in Rom. Im selben Jahr heiratete er die Schwedin Britta Bjorkander. Kraemer, ein Lutheraner, verabscheute die Nazis und emigrierte wenige Monate nach deren Machtergreifung zunächst nach Italien. Dort wurde er Dozent an der Universität Rom, wo er in italienischer Sprache lehrte und 1934 seine zweite Promotion in Politikwissenschaft erwarb. Aus seiner Ablehnung des NS-Regimes machte er auch im Italien Mussolinis keinen Hehl, was ihm unter anderem 1934 einen in den Medien viel beachteten und schließlich gewonnenen Prozess gegen die deutsche Botschaft eintrug. Deren Marineattaché hatte daran Anstoß genommen, dass er sein Sportkajak mit einer „reaktionären“ kaiserlichen Flagge geschmückt hatte (siehe deutsch-italienische Flaggenaffäre).
Nach dem Ausgleich Mussolinis mit Hitler und der Bildung der „Achse“ zwischen deren Ländern im Oktober 1936 musste Kraemer Italien verlassen. Er floh 1937 nach Großbritannien und emigrierte 1939 in die Vereinigten Staaten.

## Emigration in die USA, Militärdienst
In den USA musste Kraemer sich zunächst vier Jahre lang als Land- und Waldarbeiter durchschlagen. 1943 wurde er zur US-Armee eingezogen, erwarb dadurch die US-Staatsbürgerschaft und zog später („mit zwei Doktorgraden und einem Monokel“) mit der 84. US-Infanteriedivision („the Railsplitters“) nach Europa, um Hitler zu bekämpfen. 1944 lernte er im militärischen Ausbildungslager Camp Claiborne (Louisiana) den fast 16 Jahre jüngeren Henry Kissinger kennen, dessen Talent er erkannte und auf dessen weiteren Weg er, nach Kissingers Darstellung, großen Einfluss nahm. Die beiden blieben bis zu ihrem tiefen Zerwürfnis Ende 1972 befreundet.
Kraemer kämpfte in der Abwehr der deutschen Ardennenoffensive („Battle of the Bulge“) sowie in Gefechten im Rheinland und im Ruhrgebiet, wofür er u. a. mit der Bronze Star Medal dekoriert wurde. 1945 war er wieder mit seiner Frau und seinem Sohn vereint, 1947 kehrte er nach Washington D. C. zurück und diente in der Ministerialbürokratie. 1948 schied er aus dem aktiven Militärdienst aus, 1963 im Range eines Oberstleutnants auch aus der Reserve.

## Geostratege im US-Verteidigungsministerium (1948–1978)
1948 trat er in die Dienste des US-Verteidigungsministeriums ein, wo er 1951 zum führenden zivilen Experten und Berater für Sicherheitspolitik und Geostrategie avancierte. Kraemer vermied in dieser Zeit und noch nach seiner Pensionierung im Jahre 1978 jede öffentliche Aufmerksamkeit für seine Person und publizierte auch nicht mehr. Um größtmögliche Unabhängigkeit zu behalten, schlug er mehrere Beförderungen aus, sondern blieb „leitender ziviler Berater beim Stabschef der US-Armee“ im Verteidigungsministerium (Senior Civilian Advisor to the U.S. Army Chief of Staff). Nach Darstellung der New York Times änderte sich Kraemers Titel in seinen Jahrzehnten im Pentagon mehrfach, jedoch behielt er immer dasselbe mit Landkarten „tapezierte“ Büro, „von dem aus er oft kurzfristig Briefings vorzubereiten hatte über so unterschiedliche Themen wie die politischen Entwicklungen in Südostasien, die wirtschaftliche Entwicklung Chinas oder die französische Haltung zu Nuklearwaffen“.
Kraemer vertrat eine These der „provokativen Schwäche“, nach der zu kompromissbereites Verhalten gegenüber einer militärisch unterlegenen Partei diese zu riskanterem Handeln verleite. Daher sei es wünschenswerter, eine „provokative Stärke“ zu zeigen, zum Beispiel durch Wettrüsten oder übermäßige Gewaltanwendung in einem Krieg. Dies führte 1972 zum Zerwürfnis mit Kissinger, der als Realpolitiker in dieser Zeit eine Entspannung in den Beziehungen zu kommunistischen Staaten (z. B. mit dem ABM-Vertrag und der Ping-Pong-Diplomatie) anstrebte sowie für den Vietnamkrieg ein Waffenstillstands- und Rückzugsabkommen mit Lê Đức Thọ, dem militärischen Führer Nordvietnams. Wegen des Vertretens dieser These gegenüber dem damaligen US-Präsidenten Richard Nixon wird Kraemer auch als ideologischer Pate der Neokonservativen bezeichnet.

## Von Kraemer geförderte und geprägte Persönlichkeiten
Zu den von ihm entdeckten politischen Talenten außer Henry Kissinger gehörte 1961 der damals 36-jährige Alexander Haig, der 1969 zum Military Assistant des damaligen Nationalen Sicherheitsberaters Henry Kissinger wurde. Wesentlichen Einfluss hatte er (nach deren Angaben) auf die Verteidigungsminister James R. Schlesinger und Donald Rumsfeld. Als Absolvent des U.S. National War College (NWC) unterrichtete und inspirierte er mehrere Generationen von Offizieren, leitende Beamte des Bereiches Außen- und Sicherheitspolitik, Diplomaten, US-Präsidenten (u. a. Richard Nixon), private Bürger und ausgewählte Journalisten.
Zu den Persönlichkeiten, mit denen Kraemer eng verbunden gewesen war und denen er vielfach erst zu ihren Positionen verhalf, gehören nach Angaben der New York Times die Generäle Creighton Abrams, Vernon A. Walters (später US-Botschafter bei den Vereinten Nationen) und Edward Lansdale, ein Theoretiker der „counterinsurgency“ (Aufstandsbekämpfung).

## Fortdauernder Einfluss nach der Pensionierung
Als Kraemer 1978 das Pensionsalter von 70 Jahren erreicht hatte, hätte er dennoch um eine Weiterbeschäftigung im Pentagon kämpfen können. Er verzichtete nach Darstellung von L. Colodny und T. Shachtman aber darauf, weil er sich unter Jimmy Carters Verteidigungsminister Harold Brown und den von ihm bevorzugten militärischen Technokraten im Abseits wiedergefunden habe. Seine Pensionierung habe jedoch keineswegs das Ende von Kraemers Einfluss bedeutet. „Immer noch ausgesprochen rüstig, verlagerte Kraemer seine Beratungstätigkeit in die eigene Wohnung, wobei er weiter begierig Informationen sammelte und Ideen verbreitete. Wie Ed Rowny berichtet, erfreute Kraemer sich regelmäßiger Besuche von vielen, die er beeinflusst hatte, darunter Walters, Haig, Jackson, Perle, Wolfowitz und sogar Rumsfeld. Die Besucher hielten Kraemer auf dem Laufenden und wurden ihrerseits über aktuelle Entwicklungen beraten.“
Es ist unklar, wie lange Kraemer auf diese Weise Entscheidungen der US-Außenpolitik beeinflusst hat. Jedenfalls tauschte er sich bis wenige Monate vor seinem Tod mit zahlreichen einflussreichen Persönlichkeiten der US-Politik aus, sein letzter Besuch im Pentagon fand anlässlich der Amtseinführung von Joe E. Schmitz zum Generalinspekteur im Jahre 2002 statt.

## Tod und Begräbnis in Arlington
Fritz G. A. Kraemer starb am 8. September 2003 in Washington D. C. und wurde mit einer Sondergenehmigung, denn er war seit Jahrzehnten Zivilist, mit militärischen Ehren auf dem Nationalfriedhof Arlington begraben. Zu den Anwesenden gehörten der frühere US-Verteidigungsminister James R. Schlesinger und seine früheren Studenten Henry Kissinger sowie Alexander Haig. Kissinger redete bei Kraemers Beerdigung, obwohl dieser seit 1973 aus Protest gegen Kissingers Ausgleichspolitik mit dem kommunistischen Nordvietnam kein Wort mehr mit ihm gewechselt hatte.

## Kraemers Vermächtnis

### Die World Security Network Foundation
Im Jahre 2001 gründete der von Fritz Kraemer bereits als Student geförderte heutige Geostratege und Investor Hubertus Hoffmann mit Wissen und Unterstützung Kraemers die World Security Network Foundation (WSN) mit Sitz zunächst in New York, heute in London. Die Stiftung fühlt sich den Ideen Kraemers zur Friedenssicherung, insbesondere auch der Förderung von Toleranz und Menschenrechten im Rahmen einer ebenso nüchtern-realistischen wie kreativen Sicherheitspolitik verpflichtet. Die WSN ist heute das größte sicherheitspolitische Netzwerk weltweit.

### Kraemer als Gegenstand der Forschung
Für die zeitgeschichtliche und politikwissenschaftliche Forschung ist die Person Fritz Kraemers unter mehreren Aspekten von Interesse. Zum einen ist bisher noch nicht geklärt, welche politischen Entscheidungen der USA in der Zeit des Kalten Krieges in welchem Umfang und auf welchem Wege durch Impulse von Fritz Kraemer beeinflusst wurden. Zum anderen ist der prägende Einfluss Kraemers auf die neokonservative Bewegung in den USA erst in Ansätzen erforscht. Schließlich hat der historisch und politisch hochgebildete Kraemer, dem die wissenschaftliche Laufbahn offenstand, selbst eine Reihe politischer Ideen entwickelt, ohne sie indes weiter zu systematisieren. Angesichts des tatsächlichen Einflusses, den Kraemers Denken hatte, liegt der Versuch einer solchen Systematisierung nahe.

## Trivia
Fritz G. A. Kraemer ist nicht zu verwechseln mit dem Brigadeführer der Waffen-SS Fritz Kraemer (1900–1959). Die beiden standen sich während der Ardennenschlacht Anfang 1945 sogar für kurze Zeit (ohne direkte Gefechtsberührung) gegenüber.

## Buchquellen von und über Fritz Kraemer
- Hubertus Hoffmann: True Keeper of the Holy Flame - The Legacy of Pentagon Strategist and Mentor Dr Fritz Kraemer. Verlag Inspiration Un Limited, London/Berlin 2012, ISBN 978-3-9812110-5-4.
- Fritz Kraemer on Excellence., New York 2004. (herausgegeben von Hubertus Hoffmann mit Beiträgen von Henry Kissinger, Alexander Haig, Donald Rumsfeld und anderen).
- Fritz Kraemer: Das Verhältnis der französischen Bündnisverträge zum Völkerbundpakt und zum Pakt von Locarno - eine juristisch-politische Studie. (= Frankfurter Abhandlungen zum modernen Völkerrecht. Heft 30). Leipzig 1932. (= Kraemers Dissertation zum Dr. iur. an der Universität Frankfurt / Main von 1931).

## Andere Quellen über Fritz Kraemer
- Len Colodny, Tom Shachtman: The Forty Years War. Harper/Collins, New York 2009, ISBN 978-0-06-168829-4. (mit etwa 80 Bezügen auf Fritz Kraemer u. a. als „godfather of the neocons“).
- Peter F. Drucker: The Man Who Invented Kissinger. New York 1979. (erw. Auflage 1998, ISBN 0-471-24739-1. S. 141–157; Kapitel über Fritz Kraemer in seiner Autobiographie: Adventures of a Bystander)